# Mariano Azaña
Mariano Azaña Noguera (11 de mayo de 1885 - Madrid, 9 de mayo de 1969) fue un actor español.

## Biografía
Desarrolló su carrera fundamentalmente en el teatro, incorporándose al elenco titular del Teatro de la Comedia en los inicios de su actividad. En esa etapa estrena obras cómicas de, entre otros, Pedro Muñoz Seca (La tela, 1925; Los extremeños se tocan, 1926; Anacleto se divorcia, 1932) y Enrique Jardiel Poncela (El cadáver del señor García, 1930, con Casimiro Ortas; Las cinco advertencias de Satanás (1935), con Elvira Noriega).
Tras la Guerra civil española estrena de nuevo en La Comedia Lo increíble, de Jacinto Benavente. Posteriormente forma compañía propia, incorporándose más adelante sucesivamente en las de Concha Catalá y Rafael Rivelles, trabajando en ambos casos en el Teatro Lara. Entre las obras representadas pueden mencionarse Eloísa está debajo de un almendro (1940) de Enrique Jardiel Poncela; Don José, Pepe y Pepito (1952), de Juan Ignacio Luca de Tena; Al amor hay que mandarlo al colegio (1950), de Jacinto Benavente; El orgullo de Albacete (1945), de Pierre Veber; La casa (1946) y Callados como muertos (1952), ambas de José María Pemán; El genio alegre (1954), de los Hermanos Álvarez Quintero; ¡Sublime decisión! (1955), de Miguel Mihura; La visita que no llamó al timbre (1949), Criminal de guerra (1951), La mariposa y el ingeniero (1953) y El glorioso soltero (1960), las cuatro de Joaquín Calvo Sotelo; La ratonera (1954), de Agatha Christie; y La boda de la chica (1960), Sentencia de muerte (1960) y Aurelia y sus hombres (1961), las tres de Alfonso Paso. 
En la gran pantalla participó en una treintena de títulos, trabajando a las órdenes, entre otros, de Ladislao Vajda, Rafael J. Salvia y Luis César Amadori.

## Filmografía
- La dama de Beirut (1965)
- Isidro el labrador (1964)
- Como dos gotas de agua (1964)
- Una chica casi formal (1963)
- El grano de mostaza (1962)
- Fray Escoba (1961)
- Mi calle (1960)
- María, matrícula de Bilbao (1960)
- De espaldas a la puerta (1959)
- ¿Dónde vas, Alfonso XII? (1959)
- El Salvador (1959)
- Las de Caín (1959)
- Historias de Madrid (1958)
- Carlota (1958)
- ...Y eligió el infierno (1957)
- Manolo, guardia urbano (1956)
- Mi tío Jacinto (1956)
- Tarde de toros (1956)
- El pequeño ruiseñor (1956)
- Pasión en el mar (1956)
- Marcelino pan y vino (1955)
- La otra vida del capitán Contreras (1955)
- La guerra de Dios (1953)
- Hermano menor (1953)
- Segundo López, aventurero urbano (1953)
- Hace cien años (1952)
- Schottis (1943)
- ¿Por qué vivir tristes? (1942)
- Todo por ellas (1942)
- El milagro del Cristo de la Vega (1941)
- Primer amor (1941)

## Premios
- Premio Nacional de Teatro (1950).